# Barbara Bognár
Barbara Alexandra Palos Bognár (født 7. november 1987 i Győr) er en ungarsk håndboldspiller, der spiller for Budaörs Handball. Hun kom til klubben i 2016. Hun har tidligere optrådt for Győri ETO KC, Aalborg DH, Debrecen VSC, Erdi VSE og Viborg HK.